# Нидергебра
Нидергебра (њем. Niedergebra) општина је у њемачкој савезној држави Тирингија. Једно је од 32 општинска средишта округа Нордхаузен. Према процјени из 2010. у општини је живјело 729 становника. Посједује регионалну шифру (AGS) 16062037.

## Географски и демографски подаци
Нидергебра се налази у савезној држави Тирингија у округу Нордхаузен. Општина се налази на надморској висини од 240 метара. Површина општине износи 10,0 km². У самом мјесту је, према процјени из 2010. године, живјело 729 становника. Просјечна густина становништва износи 73 становника/km².